# Fredede bygninger i Sorø Kommune
Denne liste over fredede bygninger i Sorø Kommune viser alle fredede bygninger i Sorø Kommune, bortset fra kirker. Listen bygger på data fra Kulturarvsstyrelsen.
| Sagsnavn                    | Komplekstype                    | Opførelsesår | Adresse                          | Koordinater                                   | Fredningsår (1. fredning) | ID (Link til Kulturarv.dk) | Billede     |
| --------------------------- | ------------------------------- | ------------ | -------------------------------- | --------------------------------------------- | ------------------------- | -------------------------- | ----------- |
| Alsted Præstegård           | Stuehus og sidelænge (østlænge) | 1651         | Alstedvej 32, 4173 Fjenneslev    | 55°24′17″N 11°39′57″Ø / 55.40465°N 11.66588°Ø |                           | 340-3260-1                 | Upload foto |
| Apoteket                    |                                 | 1732         | Storgade 19A, 4180 Sorø          | 55°26′00″N 11°33′24″Ø / 55.43342°N 11.55656°Ø |                           | 340-6791-1                 | Upload foto |
| De Unge Herrers Gård        |                                 | 1577         | Storgade 7A, 4180 Sorø           | 55°25′56″N 11°33′21″Ø / 55.43236°N 11.55590°Ø |                           | 340-6781-1                 | Upload foto |
| Legathuset                  | Beboelseslænge                  | 1727         | Alstedvej 30, 4173 Fjenneslev    | 55°24′16″N 11°39′53″Ø / 55.40443°N 11.66464°Ø |                           | 340-3259-1                 | Upload foto |
| Lynge Præstegård            |                                 | 1742         | Lyngevej 8, 4180 Sorø            | 55°23′57″N 11°33′52″Ø / 55.39928°N 11.56447°Ø |                           | 340-5461-1                 | Upload foto |
| Museet, Den gamle Kro       |                                 | 1624         | Storgade 17, 4180 Sorø           | 55°26′00″N 11°33′23″Ø / 55.43322°N 11.55643°Ø |                           | 340-6789-1                 | Upload foto |
| Museet, Den gamle Kro       |                                 | 1624         | Storgade 17, 4180 Sorø           | 55°26′00″N 11°33′23″Ø / 55.43322°N 11.55643°Ø |                           | 340-6789-3                 | Upload foto |
| Priorgade 3 A               |                                 | 1856         | Priorgade 3A, 4180 Sorø          | 55°25′52″N 11°33′29″Ø / 55.43117°N 11.55803°Ø |                           | 340-5959-1                 | Upload foto |
| Regensen                    |                                 | 1750         | Søgade 1B, 4180 Sorø             | 55°25′54″N 11°33′17″Ø / 55.43165°N 11.55467°Ø |                           | 340-7266-2                 | Upload foto |
| Regensen                    |                                 | 1750         | Torvet 7, 4180 Sorø              | 55°25′54″N 11°33′18″Ø / 55.43177°N 11.55492°Ø |                           | 340-7266-1                 | Upload foto |
| Regensen                    |                                 | 1750         | Torvet 7, 4180 Sorø              | 55°25′54″N 11°33′18″Ø / 55.43177°N 11.55492°Ø |                           | 340-7266-3                 | Upload foto |
| Scavenius' Stiftelse        |                                 | 1700         | Torvet 8, 4180 Sorø              | 55°25′55″N 11°33′18″Ø / 55.43200°N 11.55500°Ø |                           | 340-7267-1                 | Upload foto |
| Sorø Akademi                | Hovedbygning (trefløjet)        | 1827         | Akademigrunden 7, 4180 Sorø      | 55°25′47″N 11°33′24″Ø / 55.42962°N 11.55658°Ø |                           | 340-3219-7                 | Upload foto |
| Sorø Akademi, Ingemanns Hus | Beboelseshus                    | 1743         | Akademigrunden 8, 4180 Sorø      | 55°25′46″N 11°33′26″Ø / 55.42946°N 11.55730°Ø |                           | 340-3219-8                 | Upload foto |
| Sorø Akademi, Klosterporten | Portbygning                     | 1200         | Akademigrunden 1, 4180 Sorø      | 55°25′52″N 11°33′21″Ø / 55.43110°N 11.55573°Ø |                           | 340-3219-1                 | Upload foto |
| Sorø Akademi, Molbechs Hus  | Beboelseshus                    | 1743         | Akademigrunden 9, 4180 Sorø      | 55°25′46″N 11°33′21″Ø / 55.42941°N 11.55589°Ø |                           | 340-3219-9                 | Upload foto |
| Sorø Akademi, Rektorboligen | Beboelseshus                    | 1855         | Akademigrunden 10, 4180 Sorø     | 55°25′47″N 11°33′19″Ø / 55.42974°N 11.55529°Ø |                           | 340-3219-10                | Upload foto |
| Sorø Station                |                                 | 1877         | Stationspladsen 2A, 4180 Sorø    | 55°25′09″N 11°34′08″Ø / 55.41923°N 11.56895°Ø |                           | 340-6676-1                 | Upload foto |
| Sorø Station                |                                 | 1922         | Stationspladsen 2A, 4180 Sorø    | 55°25′09″N 11°34′08″Ø / 55.41923°N 11.56895°Ø |                           | 340-6676-3                 | Upload foto |
| Sorø Ting- og Arresthus     | Ting- og arresthus              | 1880         | Torvet 2, 4180 Sorø              | 55°25′56″N 11°33′20″Ø / 55.43212°N 11.55565°Ø |                           | 340-7261-1                 | Upload foto |
| Storgade 9                  |                                 | 1850         | Storgade 9, 4180 Sorø            | 55°25′58″N 11°33′22″Ø / 55.43272°N 11.55610°Ø |                           | 340-6782-1                 | Upload foto |
| Søgade 1                    |                                 | 1800         | Søgade 1A, 4180 Sorø             | 55°25′55″N 11°33′17″Ø / 55.43188°N 11.55471°Ø |                           | 340-7881-1                 | Upload foto |
| Søgade 3                    |                                 | 1800         | Søgade 3, 4180 Sorø              | 55°25′55″N 11°33′16″Ø / 55.43192°N 11.55443°Ø |                           | 340-6965-1                 | Upload foto |
| Søgade 6 A-B                |                                 | 1980         | Søgade 6A, 4180 Sorø             | 55°25′56″N 11°33′15″Ø / 55.43210°N 11.55410°Ø |                           | 340-8048-1                 | Upload foto |
| Søgade 6 A-B                |                                 | 1980         | Søgade 6B, 4180 Sorø             | 55°25′55″N 11°33′15″Ø / 55.43208°N 11.55428°Ø |                           | 340-6968-1                 | Upload foto |
| Søgade 7 A                  |                                 | 1800         | Søgade 7A, 4180 Sorø             | 55°25′55″N 11°33′14″Ø / 55.43198°N 11.55397°Ø |                           | 340-6969-1                 | Upload foto |
| Søgade 10 A                 |                                 | 1777         | Søgade 10A, 4180 Sorø            | 55°25′56″N 11°33′13″Ø / 55.43217°N 11.55353°Ø |                           | 340-6971-1                 | Upload foto |
| Tersløsegård                |                                 | 1737         | Holbergsvej 101A, 4293 Dianalund | 55°30′39″N 11°29′26″Ø / 55.51094°N 11.49053°Ø |                           | 340-129-1                  | Upload foto |
| Torvet 3                    |                                 | 1867         | Torvet 3, 4180 Sorø              | 55°25′54″N 11°33′19″Ø / 55.43155°N 11.55531°Ø |                           | 340-7262-1                 | Upload foto |
| Torvet 5                    |                                 | 1850         | Torvet 5, 4180 Sorø              | 55°25′54″N 11°33′18″Ø / 55.43162°N 11.55504°Ø |                           | 340-7264-1                 | Upload foto |
| Urnes Gård                  |                                 | 1800         | Søgade 9, 4180 Sorø              | 55°25′55″N 11°33′12″Ø / 55.43205°N 11.55341°Ø |                           | 340-3219-34                | Upload foto |
| Vedbygård                   |                                 | 1560         | Hovsøvej 5, 4291 Ruds Vedby      | 55°32′38″N 11°22′30″Ø / 55.54389°N 11.37494°Ø |                           | 340-1690-1                 | Upload foto |
| Vedbygård                   |                                 | 1730         | Hovsøvej 5, 4291 Ruds Vedby      | 55°32′38″N 11°22′30″Ø / 55.54389°N 11.37494°Ø |                           | 340-1690-2                 | Upload foto |
| Vedbygård                   |                                 | 1540         | Hovsøvej 5, 4291 Ruds Vedby      | 55°32′38″N 11°22′30″Ø / 55.54389°N 11.37494°Ø |                           | 340-1690-3                 | Upload foto |
| Vedbygård                   |                                 | 1897         | Hovsøvej 5, 4291 Ruds Vedby      | 55°32′38″N 11°22′30″Ø / 55.54389°N 11.37494°Ø |                           | 340-1690-4                 | Upload foto |